# LNB Pro A 1997-98
La LNB Pro A 1997-1998 fue la edición número 76 de la Pro A, la máxima competición de baloncesto de Francia. La temporada regular comenzó el 6 de septiembre de 1997 y acabó el 28 de abril de 1998. Los ocho mejor clasificados accederían a los playoffs, mientras que el Toulouse Spacer's descendendió a la Pro B.
El campeón sería por quinta vez en su historia el ÉB Pau-Orthez, tras derrotar al CSP Limoges en la final en dos partidos.

## Equipos 1997-98
| Equipo                      | Ciudad              | Pabellón                                    | Capacidad |
| --------------------------- | ------------------- | ------------------------------------------- | --------- |
| Olympique d'Antibes         | Antibes             | Salle Jean-Bunoz                            | 5000      |
| Besançon Basket Comté Doubs | Besançon            | Palais des sports Ghani-Yalouz              | 4200      |
| ÉS Chalon-sur-Saône         | Chalon-sur-Saône    | Maison des Sports                           | 2200      |
| Cholet Basket               | Cholet              | La Meilleraie                               | 5191      |
| JDA Dijon                   | Dijon               | Palais des Sports Jean-Michel Geoffroy      | 4600      |
| ALM Évreux Basket           | Évreux              | Salle Jean Fourre                           | 3400      |
| BCM Gravelines Dunkerque    | Gravelines          | Sportica                                    | 3500      |
| Le Mans Sarthe Basket       | Le Mans             | Antarès                                     | 6003      |
| CSP Limoges                 | Limoges             | Palais des sports de Beaublanc              | 5500      |
| ASVEL Basket                | Lyon – Villeurbanne | Astroballe                                  | 5643      |
| Montpellier Paillade Basket | Montpellier         | Palacio de los Deportes Pierre de Coubertin | 4003      |
| SLUC Nancy Basket           | Nancy               | Palais des Sports Jean Weille               | 6027      |
| Paris Basket Racing         | París               | Stade Pierre-de-Coubertin                   | 4200      |
| Élan Béarnais Pau-Orthez    | Pau-Orthez          | Palais des Sports de Pau                    | 7813      |
| Strasbourg IG               | Estrasburgo         | Rhénus                                      | 4000      |
| Toulouse Spacer's           | Toulouse            | Palacio de los Deportes André Brouat        | 4300      |

## Resultados

### Temporada regular
|     | Equipo                      | J  | G  | P  | PF   | PC   | Pts | Clasificación     |
| --- | --------------------------- | -- | -- | -- | ---- | ---- | --- | ----------------- |
| 1.  | ASVEL Basket                | 30 | 24 | 6  | 2276 | 1937 | 54  | playoff           |
| 2.  | Élan Béarnais Pau-Orthez    | 30 | 22 | 8  | 2374 | 2090 | 52  | playoff           |
| 3.  | Cholet Basket               | 30 | 20 | 10 | 2241 | 2031 | 50  | playoff           |
| 4.  | CSP Limoges                 | 30 | 19 | 11 | 2179 | 2093 | 49  | playoff           |
| 5.  | Paris Basket Racing         | 30 | 19 | 11 | 2142 | 1931 | 49  | playoff           |
| 6.  | JDA Dijon                   | 30 | 19 | 11 | 2289 | 2138 | 49  | playoff           |
| 7.  | Le Mans Sarthe Basket       | 30 | 18 | 12 | 2248 | 2130 | 48  | playoff           |
| 8.  | Besançon Basket Comté Doubs | 30 | 16 | 14 | 2149 | 2213 | 46  | playoff           |
| 9.  | SLUC Nancy Basket           | 30 | 14 | 16 | 2285 | 2233 | 44  |                   |
| 10. | BCM Gravelines Dunkerque    | 30 | 14 | 16 | 2283 | 2410 | 44  |                   |
| 11. | Olympique d'Antibes         | 30 | 12 | 18 | 2264 | 2379 | 42  |                   |
| 12. | ÉS Chalon-sur-Saône         | 30 | 12 | 18 | 2110 | 2289 | 42  |                   |
| 13. | Montpellier Paillade Basket | 30 | 9  | 21 | 2108 | 2290 | 39  |                   |
| 14. | Toulouse Spacer's           | 30 | 8  | 22 | 2046 | 2401 | 38  |                   |
| 15. | ALM Évreux Basket           | 30 | 8  | 22 | 2094 | 2350 | 38  |                   |
| 16. | Strasbourg IG               | 30 | 6  | 24 | 2293 | 2466 | 36  | desciende a Pro B |

## Playoff
|  | Cuartos de final | Cuartos de final            | Cuartos de final |                          |    | Semifinales              | Semifinales | Semifinales |  |    | Final       | Final | Final |  |
|  |                  |                             |                  |                          |    |                          |             |             |  |    |             |       |       |  |
|  |                  |                             |                  |                          |    |                          |             |             |  |    |             |       |       |  |
|  | 1.               | ASVEL Basket                | 2                |                          |    |                          |             |             |  |    |             |       |       |  |
|  | 1.               | ASVEL Basket                | 2                |                          |    |                          |             |             |  |    |             |       |       |  |
|  | 8.               | Besançon Basket Comté Doubs | 1                |                          |    |                          |             |             |  |    |             |       |       |  |
|  | 8.               | Besançon Basket Comté Doubs | 1                |                          | 1. | ASVEL Basket             | 1           |             |  |    |             |       |       |  |
|  |                  |                             |                  |                          | 1. | ASVEL Basket             | 1           |             |  |    |             |       |       |  |
|  |                  |                             | 4.               | CSP Limoges              | 2  |                          |             |             |  |    |             |       |       |  |
|  | 4.               | CSP Limoges                 | 4.               | CSP Limoges              | 2  | 2                        |             |             |  |    |             |       |       |  |
|  | 4.               | CSP Limoges                 |                  |                          |    |                          |             |             |  |    |             |       |       |  |
|  | 5.               | Paris Basket Racing         | 0                |                          |    |                          |             |             |  |    |             |       |       |  |
|  | 5.               | Paris Basket Racing         | 0                |                          |    |                          |             |             |  | 4. | CSP Limoges | 0     |       |  |
|  |                  |                             |                  |                          |    |                          |             |             |  | 4. | CSP Limoges | 0     |       |  |
|  |                  |                             | 2.               | Élan Béarnais Pau-Orthez | 2  |                          |             |             |  |    |             |       |       |  |
|  | 2.               | Élan Béarnais Pau-Orthez    | 2.               | Élan Béarnais Pau-Orthez | 2  | 2                        |             |             |  |    |             |       |       |  |
|  | 2.               | Élan Béarnais Pau-Orthez    |                  |                          |    |                          |             |             |  |    |             |       |       |  |
|  | 7.               | Le Mans Sarthe Basket       | 1                |                          |    |                          |             |             |  |    |             |       |       |  |
|  | 7.               | Le Mans Sarthe Basket       | 1                |                          | 2. | Élan Béarnais Pau-Orthez | 2           |             |  |    |             |       |       |  |
|  |                  |                             |                  |                          | 2. | Élan Béarnais Pau-Orthez | 2           |             |  |    |             |       |       |  |
|  |                  |                             | 3.               | Cholet Basket            | 0  |                          |             |             |  |    |             |       |       |  |
|  | 3.               | Cholet Basket               | 3.               | Cholet Basket            | 0  | 2                        |             |             |  |    |             |       |       |  |
|  | 3.               | Cholet Basket               |                  |                          |    |                          |             |             |  |    |             |       |       |  |
|  | 6.               | JDA Dijon                   | 1                |                          |    |                          |             |             |  |    |             |       |       |  |
|  | 6.               | JDA Dijon                   | 1                |                          |    |                          |             |             |  |    |             |       |       |  |
|  |                  |                             |                  |                          |    |                          |             |             |  |    |             |       |       |  |

## Premios de la LNB
MVP de la temporada regular
- MVP extranjero :  Jerry McCullough (BCM Gravelines)
- MVP francés :  Jim Bilba (ASVEL Basket)

Mejor jugador joven
- Arsène Ade-Mensah (Paris Basket Racing)

Mejor defensor
- Willem Laure (JDA Dijon)

Mejor entrenador
- Gregor Beugnot (ASVEL Basket)